# Dieter Althaus
Pour les articles homonymes, voir Althaus.
Dieter Althaus, né le 29 juin 1958 à Heilbad Heiligenstadt, est un homme politique allemand membre de l'Union chrétienne-démocrate d'Allemagne (CDU).
Élu député régional dès 1990, il est ministre de l'Éducation de Thuringe entre 1992 et 1999. Il devient par la suite président du groupe CDU, puis de la fédération du parti en 2000, ce qui lui permet, trois ans plus tard, d'être investi ministre-président. Ayant conservé la majorité absolue aux élections de 2004, il la perd cinq ans plus tard, ce qui le conduit à se retirer de la vie politique.

## Biographie

### Jeunesse, formation, profession
Il obtient son abitur en 1977, puis effectue son service militaire dans l'armée populaire nationale (NVA) de République démocratique allemande (RDA), qu'il termine avec le grade de caporal. Entre 1979 et 1983, il suit une formation pour devenir professeur de mathématiques et de physique à l'École pédagogique d'Erfurt.
Il exerce son métier à l'école polytechnique de Geismar de 1983 à 1989. Il a été directeur adjoint de l'école à partir de 1987. En janvier 1990, il est élu membre du conseil des écoles de l'arrondissement d'Heilbad Heiligenstadt.

### Débuts en politique
Membre de l'Union chrétienne-démocrate d'Allemagne de l'Est (CDU/DDR), qui fusionne avec la CDU de l'Ouest en 1990, à partir de 1985, il est nommé conseiller aux Écoles, à la Jeunesse, à la Culture et aux Sports de l'administration de l'arrondissement d'Heilbad Heiligenstadt en mai 1990.
Au mois d'octobre suivant, il est élu au Landtag de Thuringe et renonce à ses mandats locaux.

### Ascension
Environ deux ans plus tard, le 5 février 1992, il est nommé ministre de l'Éducation dans la coalition noire-jaune conduite par Bernhard Vogel, puis devient vice-président de la CDU de Thuringe, en 1993. Il est reconduit dans ses fonctions au gouvernement le 30 novembre 1994, cette fois-ci au sein d'une grande coalition.
À la suite des élections régionales de 1999, au cours desquelles la CDU remporte la majorité absolue des sièges au Parlement régional, il est désigné président du groupe parlementaire. L'année suivante, il prend la présidence de la fédération du parti dans le Land, en remplacement de Bernhard Vogel.

### Ministre-président
Le 5 juin 2003, Dieter Althaus est élu ministre-président de Thuringe. Candidat à un second mandat aux régionales de l'année suivante, il maintient la domination des chrétiens-démocrates en obtenant une nouvelle majorité absolue au Landtag. En 2006, il intègre la présidence fédérale de la CDU, où il fait figure d'allié de la présidente du parti, Angela Merkel.
Le 1er janvier 2009, il est gravement blessé dans une collision avec une skieuse slovaque, décédée des suites de ses blessures, en Autriche. Il a été condamné à verser cinq mille euros de dommages-intérêts au mari de la victime et à une amende de trente trois mille euros par le tribunal de Graz pour « homicide involontaire » le 3 mars. Pendant près de cinq mois, c'est la ministre des Finances, Birgit Diezel, qui assure l'intérim à la direction du Land.

### La défaite de 2009
À l'occasion des élections législatives régionales du 30 août 2009, l'Union chrétienne-démocrate arrive de nouveau en tête mais perd près de dix points et sa majorité absolue. Quatre jours plus tard, Althaus démissionne de la direction du gouvernement, tout en restant membre du Landtag. Il est remplacé à la présidence régionale du parti, en octobre, par Christine Lieberknecht.

### Après la politique
En avril 2010, il rejoint le groupe Magna International, dont il devient vice-président du bureau au siège de Volkswagen. Il est notamment chargé des clients et des contacts avec les pouvoirs publics. Six mois plus tard, il quitte l'appareil fédéral de la CDU.
Il s'engage également en faveur du revenu de base inconditionnel dont il modélise un financement.

### Vie privée
Dieter Althaus est marié à Katarina Althaus. Catholique, il est père de deux enfants. Il est membre du Comité central des catholiques allemands (ZdK).